# قبول (إدارة مشروعات)

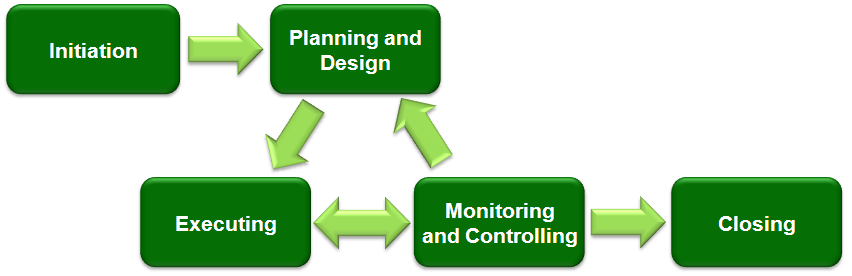
مراحل المشروع

القبول (بالإنجليزية: Acceptance)‏ في إدارة المشروعات هو استلام أو إقرار شيء ما بصفة رسمية واعتباره حقيقيا أو محسوسا أو مناسبا أو مكتملا.
وبوجه عام تختتم كل مرحلة من مراحل المشروع باستعراض للعمل الذي تم إنجازه والتسليمات من أجل تحديد القبول، ما إذا كان الأمر يتطلب المزيد من العمل أو إذا ما كانت هذه المرحلة ينبغي اعتبارها منتهية.